# Горшков, Виктор Георгиевич
Ви́ктор Гео́ргиевич Горшко́в (12 июля 1935 или 1935 — 10 мая 2019, Санкт-Петербург) — советский, российский физик, эколог; профессор, доктор физико-математических наук.

## Биография
С 1956 года учился в Ленинградском университете в группе теоретической и математической физики. Работал под руководством Л. А. Слива.
Работал ведущим научным сотрудником отделения теоретической физики Петербургского института ядерной физики им. Б. П. Константинова.
Умер 10 мая 2019 года на 84-м году жизни.

## Научная деятельность
В 1963 году защитил кандидатскую диссертацию (по теме Кулоновской функции Грина в аналитической форме), в 1970 году — докторскую диссертацию. В 2000 году был зарегистрирован кандидатом в члены-корреспонденты Российской академии наук по отделению океанологии, физики атмосферы и географии.
Основные направления исследований:
- задача суммирования расходимостей ряда теории возмущений, описывающих рассеяние заряда в Кулоновском поле[6];
- суммирование дважды логарифмических последовательностей в квантовой электродинамике[6].

Автор научной концепции биотической регуляции окружающей среды — об определяющем влиянии естественных экосистем (биоты) на поддержание параметров окружающей среды в пределах, допускающих существование жизни на планете Земля.

### Избранные публикации
- Горшков В. В., Горшков В. Г. Характеристики восстановления лесных экосистем после пожаров. — СПб. : ПИЯФ, 1992. — 39 с. — (Препринт / Рос. АН. Петерб. ин-т ядер. физики им. Б. П. Константинова ; № 1850).
- Горшков В. Г. Исследование процессов с участием релятивистских электронов : Автореф. дис. … канд. физ.-мат. наук / Ленингр. гос. ун-т им. А. А. Жданова. — Л., 1963. — 7 с.
- Горшков В. Г. Пределы устойчивости биосферы и окружающей среды. — Л. : ЛИЯФ, 1987. — 62 с. — (Препринт / АН СССР, Ленингр. ин-т ядер. физики им. Б. П. Константинова ; 1336).
- Горшков В. Г. Слабые взаимодействия в атомной физике. — Л. : Б. и., 1976. — 41 с. — (Препринт / АН СССР. Ленингр. ин-т ядер. физики им. Б. П. Константинова ; № 268).
- Горшков В. Г. Устойчивость и эволюция биологических видов и сообществ биосферы. — Л. : ЛИЯФ, 1989. — 28 с. — (Препринт / АН СССР, Ленингр. ин-т ядер. физики им. Б. П. Константинова ; № 1505).
- Горшков В. Г. Физические и биологические основы устойчивости жизни. — М.: ВИНИТИ, 1995. — 470 с.
- Горшков В. Г. Электромагнитные процессы при средних и высоких энергиях : Автореф. дис. … д-ра физ.-мат. наук : (041) / АН СССР, Физ.-техн. ин-т им. А. Ф. Иоффе. — Л., 1970. — 18 с.
- Горшков В. Г. Энергетика биосферы и устойчивость состояния окружающей среды / Под ред. К. С. Лосева. — М. : ВИНИТИ, 1990. — 237 с. — (Теоретические и общие вопросы географии / ВИНИТИ ; Т. 7). — (Итоги науки и техники . Серия).
- Горшков В. Г. On the role of the terrestrial and marine biota in the global carbon budget / V.G. Gorshkov. — Leningrad : Б. и., 1979. — 23 с. — (Acad. of sciences of the USSR Leningrad nuclear physics institute ; 534).
- Горшков В. Г., Кондратьев К. Я., Данилов-Данильян В. И., Лосев К. С. Окружающая среда: от новых технологий к новому мышлению. — М. : Б. и., 1994. — 26 с.
- Горшков В. Г., Кондратьев К. Я., Шерман С. Г. Изменение глобального круговорота углерода. — Л. : ЛИЯФ, 1990. — 64 с. — (Препринт / АН СССР, Ленингр. ин-т ядер. физики им. Б. П. Константинова ; № 1650).
- Горшков В. Г., Кондратьев К. Я., Шерман С. Г. Устойчивость биосферы и окружающей среды: воздействие хозяйственной деятельности / В. Г. Горшков, К. Я. Кондратьев, С. Г. Шерман. — Л. : ЛИЯФ, 1989. — 31 с. — (Препринт / АН СССР, Ленингр. ин-т ядер. физики им. Б. П. Константинова ; 1512).
- Горшков В. Г., Макарьева А. М. Биотический насос атмосферной влаги, его связь с глобальной атмосферной циркуляцией и значение для круговорота воды на суше. — Гатчина : ПИЯФ, 2006. — 49 с. — (Препринт / Рос. акад. наук, Петерб. ин-т ядер. физики им. Б. П. Константинова ; 2655).
- Горшков В. Г., Макарьева А. М. Осмотическая сила конденсации водяного пара в земной атмосфере. — Гатчина : ПИЯФ, 2008. — 46 с. — (Препринт / Рос. акад. наук, Петерб. ин-т ядер. физики им. Б. П. Константинова ; ПИЯФ-2008. 2763).
- Горшков В. Г., Макарьева А. М., Тян-Ли Б.-Л. Сравнительный анализ экологической устойчивости биомассы биосферы и экономической устойчивости товаров свободного рынка. — Гатчина : ПИЯФ, 2008. — 50 с. — (Препринт / Рос. акад. наук, Петерб. ин-т ядер. физики им. Б. П. Константинова ; ПИЯФ-2008. 2754).
- Горшков В. Г., Михайлов А. И., Шерман С. Г. Возбуждение 2р-уровня водородоподобного атома в трехфотонных процессах. — Л. : ЛИЯФ, 1984. — 19 с. — (Препринт / АН СССР, Ленингр. ин-т ядер. физики им. Б. П. Константинова ; № 956).
- Горшков В. Г., Михайлов А. И., Шерман С. Г. Рассеяние фотонов на связанном электроне с ионизацией атома. — Л. : Б. и., 1974. — 42 с. — (Препринт / АН СССР, Ленингр. ин-т ядер. физики им. Б. П. Константинова ; 119).
- Горшков В. Г., Поликанов В. С. Рассеяние рентгеновских лучей на атоме водорода / АН СССР, Физ.-техн. ин-т им. А. Ф. Иоффе. — Л. : Б. и., 1969. — 10 с.
- Горшков В. Г., Шерман С. Г. Программа вычисления нерелятивистской кулоновской функции Грина / АН СССР, Физ.-техн. ин-т им. А. Ф. Иоффе. — Л. : Б. и., 1970. — 17 с.
- Горшков В. Г., Шерман С. Г. Устойчивость биологического вида и половой диморфизм. — Л. : ЛИЯФ, 1990. — 22 с. — (Препринт / АН СССР, Ленингр. ин-т ядер. физики им. Б. П. Константинова ; № 1610)

учебные пособия
- Горшков В. Г., Довгалюк Ю. А., Ивлев Л. С. Физические основы экологии : учеб. пособие / С.-Петерб. гос. ун-т. — СПб. : Изд-во Санкт-Петербургского ун-та, 2005. — 250 с.
- Горшков В. Г. Экология человека : Учеб. пособие. — Л.: ЛПИ, 1984. — 71 с.
- Горшков В. Г. Энергетика биосферы : Учеб. пособие. — Л. : ЛПИ, 1982. — 79 с.

редактор
- Роль девственной наземной биоты в современных условиях глобальных изменений окружающей среды: Биотическая регуляция окружающей среды = Role of virgin terrestrial biota in the modern processes of global change: Biotic regulation of the environment : Докл. междунар. семинара, 12-16 окт. 1998 г., Петрозаводск / Под ред. В. Г. Горшкова и др. — Гатчина : Б.и., 1998. — 21+472 c.